# Charli XCX
Charlotte Emma Aitchison, känd under artistnamnet Charli XCX, född 2 augusti 1992 i Cambridge, är en brittisk sångerska och låtskrivare. 

## Biografi
Charli XCX växte upp i Start Hill nära Great Hallingbury i Essex. Hon började skriva låtar som barn och släppa musik på Myspace. Som fjortonåring blev hon upptäckt av en promoter och började uppträda på warehouse-raves och fester i östra London. Hon studerade vid Bishop's Stortford College men hoppade av skolan under 2010.
Charli XCXs tidiga musik har jämförts med musik från 1980-talet som t.ex. musik av Siouxsie Sioux och Madonna. Olika källor listade henne då som gothpop eller mörk pop. 2015 började Charli XCX arbeta tillsammans med det Londonbaserade musikerkollektivet PC Music och 2016 blev A.G Cook, PC Musics grundare, Charlis creative director. 2016 släppte Charli XCX även EP:n "Vroom Vroom" (2016). "Vroom Vroom" markerade en vändning i hennes musik mot ett mer experimentellt och elektroniskt sound. Tillsammans med bland annat A.G Cook ses Charli XCX som en av förgrundsgestalterna till genren Spotify kallar Hyperpop. 2020 utsågs Charli XCX tillsammans med A.G Cook till Varietys "Hitmakers Innovators of the Year".
Förutom sitt solo-arbete har Charli XCX samskrivit låtar för andra artister, inklusive Icona Pops "I Love It" (2012), Iggy Azaleas "Beg For It" (2014), Selena Gomezs "Same Old Love" (2015), samt Shawn Mendes och Camila Cabellos "Señorita" (2019).

## Privatliv
Charli XCX har sagt att hon är "extremt stolt" över sitt indiska ursprung.

## Diskografi

### Studioalbum
- 2008 – 14
- 2013 – True Romance
- 2013 –True Romance (Deluxe)
- 2014 – SUCKER
- 2019 – Charli
- 2020 – how i’m feeling now
- 2022 – CRASH
- 2022 – CRASH (Deluxe)
- 2024 – BRAT
- 2024 – Brat and it's the same but there's three more songs so it's not
- 2024 – Brat and It's Completely Different but Also Still Brat (remixalbum)

### EP-skivor
- 2012 – You're the One [5]
- 2012 – iTunes Festival: London 2012
- 2016 – Vroom Vroom

### Mixtapes
- 2012 – Heartbreaks and Earthquakes
- 2012 – Super Ultra
- 2017 – Number 1 Angel
- 2017 – Pop 2

### Singlar
- 2008 – "!Franchesckaar!"
- 2008 – "Emelline"/"Art Bitch"
- 2011 – "Stay Away"
- 2011 – "Nuclear Seasons"
- 2012 – "You're the One"
- 2013 – "You (Ha Ha Ha)"
- 2013 – "What I Like"
- 2013 – "SuperLove"
- 2014 – "Boom Clap"
- 2014 – "Break the Rules"
- 2017 – "Boys"
- 2020 – "forever"
- 2020 – "claws"
- 2020 – "i finally understand"
- 2020 – "enemy"
- 2023 – "Speed Drive (From Barbie The Album)" (från filmen Barbie)
- 2023 – "In The City" (med Sam Smith)
- 2024 – "Van Dutch"
- 2024 – "The von dutch remix with addison rae and a.g. cook" (med Addison Rae och A. G. COOK)
- 2024 – "Club classics"/"B2b"
- 2024 – "The von dutch remix with skream and benga" (med Skream och Benga)
- 2024 – "360"
- 2024 – "The 360 remix with robyn and yung lean" (med Robyn och Yung Lean)

### Gästsinglar
- 2011 – "Lost in Space" (med Starkey)
- 2011 – "End of the World" (med Alex Metric)
- 2012 – "I Love It" (med Icona Pop)
- 2013 – "Illusions Of" (med J£ZUS MILLION)
- 2014 – "Fancy" (med Iggy Azalea)
- 2017 – "Crazy Crazy" (med Yasutaka Nakata, Kyray Pamyu Pamyu)
- 2019 – "1999" (med Troye Sivan)
- 2022 – "Bricks" (med Tommy Genesis)